# Campeonato Nacional da 1.ª Divisão de Andebol 1960–61
O Campeonato Português de Andebol Masculino (Seniores) de 1960/61 foi a 9ª edicão, competição organizada pela Federação de Andebol de Portugal. O campeonato foi dividido em duas fases, uma primeira fase a eliminar com oito clubes para apurar quatro equipas para a poule final. Na poule final os jogos em Lisboa foram realizados no recinto do Campo de Ourique e os do Porto no campo da Constituição. O Sporting CP conquistou o seu 3º Título.

## Classificação 2ª Fase
| Pos | Equipa      | J | V | E | D | GM | GS | Diff | Pts |
| --- | ----------- | - | - | - | - | -- | -- | ---- | --- |
| 1   | Sporting CP | 6 | 4 | 1 | 1 | 87 | 73 | +14  | 15  |
| 2   | SL Benfica  | 6 | 4 | 1 | 1 | 96 | 71 | +25  | 15  |
| 3   | FC Porto    | 6 | 3 | 0 | 3 | 75 | 68 | +7   | 12  |
| 4   | CDUP        | 6 | 0 | 0 | 6 | 53 | 99 | -46  | 6   |

Finalíssima a 30/08/1961 Sporting CP – SL Benfica 17-12